# Тадеуш Хмелевски
Тадеуш Хмелевски (на полски: Tadeusz Chmielewski) е полски режисьор и сценарист.
Роден е на 7 юни 1927 година в Томашов Мазовецки. През 1954 година завършва Филмовото училище в Лодз и през следващите години е един от пионерите на полските популярни комедии. Режисира филми, като „Ева иска да спи“ („Ewa chce spac“, 1958), „Как подпалих Втората световна война“ („Jak rozpętałem drugą wojnę światową“, 1970), „Вярната река“ („Wierna rzeka“, 1983).
Тадуеш Хмелевски умира на 4 декември 2016 година във Варшава.

## Избрана филмография
- „Ева иска да спи“ („Ewa chce spac“, 1958)
- „Как подпалих Втората световна война“ („Jak rozpętałem drugą wojnę światową“, 1970)
- „Не ми харесва понеделник“ („Nie lubię poniedziałku“, 1971)
- „Вярната река“ („Wierna rzeka“, 1983)